# Justicia chrysea
Justicia chrysea är en akantusväxtart som beskrevs av Emery Clarence Leonard. Justicia chrysea ingår i släktet Justicia och familjen akantusväxter. Inga underarter finns listade i Catalogue of Life.